# День первый (фильм, 1958)
«День первый» — советский полнометражный цветной историко-революционный художественный фильм, поставленный на киностудии «Ленфильм» в 1958 году режиссёром Ф. М. Эрмлером.

## Сюжет
В тревожные дни Октября 1917 года приходит в Смольный простой рабочий парень с Выборгской стороны Николай Тимофеев. За ним увязывается беременная жена Катя. Выполняя поручения партии, Тимофеев попадает в самую гущу событий Октябрьской революции: он отправляется в Петропавловскую крепость, чтобы добыть оружие для рабочих отрядов, пробирается в Зимний дворец через заставы женского «батальона смерти», чтобы передать Временному правительству ультиматум о безоговорочной капитуляции, участвует в штурме Зимнего. Но у самых ворот настигла его пуля юнкера. В безутешном горе склонилась над телом мужа Катя. От переживаний у неё начинаются роды. Красногвардейцы на шинели переносят её в парадное Главного штаба. Вскоре на свет появляется новый человек нового мира…

## В ролях
- Эдуард Бредун — Николай Тимофеев
- Ольга Реус-Петренко — Катя
- Иннокентий Смоктуновский — В. А. Антонов-Овсеенко
- Константин Скоробогатов — рабочий-путиловец
- Александр Лариков — легковой извозчик
- Юрий Толубеев — ломовой извозчик
- Глеб Юченков — В. И. Ленин
- Леонид Любашевский — Я. М. Свердлов
- Н. Вакуров — Н. И. Подвойский
- Константин Адашевский — Кишкин
- Игорь Боголюбов — Лухмин
- Александр Суснин — Пашка
- Василий Меркурьев
- Иван Назаров
- Анатолий Алексеев
- Георгий Жжёнов
- Иван Селянин
- Владимир Трошин
- Адриан Филиппов
- Анатолий Павлов — Благонравов
- Антонина Павлычева — мать Николая

## Награды
Вторая премия за лучшую женскую роль (О. Петренко) Всесоюзного Кинофестиваля 1959 в Киеве.